# Сан-Фелипе (Гуанахуато)
Сан-Фелипе (исп. San Felipe) — город и административный центр одноимённого муниципалитета в мексиканском штате Гуанахуато. Численность населения, по данным переписи 2010 года, составила 28 452 человека.

## История
Город был основан 21 января 1562 года Франсиском де Веласко по указу вице-короля Новой Испании Луисом де Веласко.

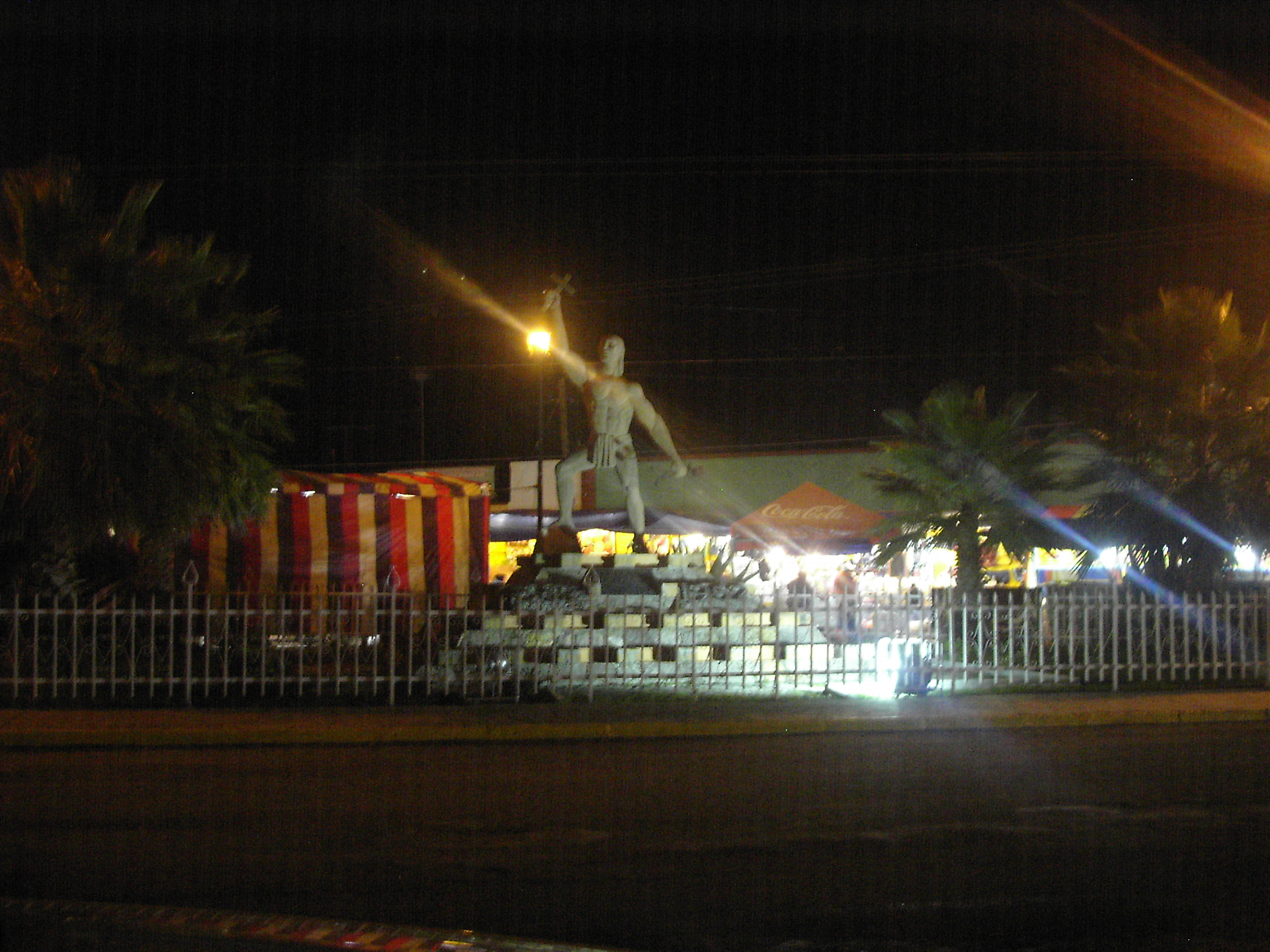
Монумент коренным жителям